# مبدأ الهوية
مبدأ الهوية أو قانون الهوية (بالإنجليزية: Law of identity) أو (بالإنجليزية: Principle of identity) هو مبدأ في المنطق ، وينص على أن كل شيء هو نفسه وأنه لا يمكن أن يكون شيئًا آخر في نفس الوقت. كما ويعد أول قوانين الفكر الثلاثة، إلى جانب مبدأ عدم التناقض ، ومبدأ الثالث المرفوع.

## تاريخ

### الفلسفة القديمة
يظهر أول استخدام مسجل للقانون في حوار أفلاطون في كتاب "ثياتيتوس" (185 أ)، حيث يحاول سقراط إثبات أن ما نسميه "الأصوات" و"الألوان" هما فئتان مختلفتان من الأشياء:
تم استخدامه صراحة مرة واحدة فقط من قبل أرسطو، في برهان في كتاب "القياس" :  

### فلسفة القرون الوسطى
اعتقد أرسطو أن قانون عدم التناقض هو القانون الأساسي. كل من توما الأكويني ( Met. IV، lect. 6) و دانز سكوطس ( Quaest. sub. Met. IV، Q. 3) يتبعان أرسطو في هذا الصدد. يرى أنطونيوس أندرياس ، تلميذ دانز سكوتس (توفي 1320م)، أن المقام الأول يجب أن ينتمي إلى قانون "كل كائن هو كائن" ( Omne Ens est Ens ، Qq. in Met. IV، Q. 4)، ولكن اختلف الكاتب التعليمي المتأخر فرانسيسكو سواريز، مفضلاً أيضًا اتباع أرسطو ( Disp. Met. III, § 3).
يمكن العثور على إشارة أخرى محتملة لنفس المبدأ في كتابات نيكولاس الكوزاني (1431م-1464م) حيث يقول:

### الفلسفة الحديثة
ادعى غوتفريد لايبنتس أن قانون الهوية، الذي يعبر عنه بـ "كل شيء هو ما هو عليه"، هو أول حقيقة بدائية للعقل إيجابية، وقانون عدم التناقض هو الحقيقة السلبية الأولى ( Nouv. Ess. IV, 2، § i)، بحجة أن "القول بأن الشيء هو ما هو عليه، يسبق القول بأنه ليس شيئًا آخر" ( Nouv. Ess. IV, 7, § 9). ينسب فيلهلم فونت الفضل إلى غوتفريد لايبنتس في الصياغة الرمزية "A هو A".  قانون لايبنيز هو مبدأ مشابه، وهو أنه إذا كان هناك جسمان لهما نفس الخصائص، فإنهما في الواقع واحد ونفس الشيء: Fx وFy iff x = y.
يقول جون لوك ( مقال عن الفهم الإنساني IV. vii. iv. ("من المبادئ"):
يعلن أفريكان سبير أن قانون الهوية هو القانون الأساسي للمعرفة، وهو ما يعارض المظهر المتغير للواقع التجريبي. 
قدم جورج بول ، في مقدمة أطروحته "قوانين الفكر"، الملاحظة التالية فيما يتعلق بطبيعة اللغة وتلك المبادئ التي يجب أن تكون متأصلة بشكل طبيعي داخلها، إذا أريد لها أن تكون مفهومة:
الموضوعية ، الفلسفة التي أسستها الروائية آين راند ، ترتكز على ثلاث مسلمات، إحداها هي قانون الهوية، "A هو A". في موضوعية آين راند، يتم استخدام قانون الهوية مع مفهوم الوجود لاستنتاج أن الموجود هو شيء.  كما ويعتمد المنطق في نظرية المعرفة الموضوعية على قوانين المنطق الثلاثة. 

### الفلسفة المعاصرة

#### الفلسفة التحليلية
في أسس الحساب ، ربط جوتلوب فريجه الرقم واحد بخاصية المطابقة الذاتية. تبدأ ورقة فريجه " حول المعنى والمرجع " بمناقشة حول المساواة والمعنى . تساءل فريجه كيف يمكن أن تكون العبارة الحقيقية بالشكل "A = A"، وهي مثال تافه لقانون الهوية، مختلفة عن العبارة الحقيقية بالشكل "A = B"، وهو امتداد حقيقي للمعرفة، إذا كان معنى وكان المصطلح مرجعه.
لدى بيرتراند راسل في "على الدلالة" هذا اللغز المشابه: "إذا كان أ متطابقًا مع ب، فكل ما هو صحيح في أحدهما صحيح في الآخر، ويمكن استبدال أحدهما بالآخر دون تغيير حقيقة أو خطأ هذا الافتراض. الآن يرغب جورج الرابع في معرفة ما إذا كان والتر سكوت هو مؤلف كتاب "ويفرلي" ؛ وفي الواقع كان سكوت مؤلف كتاب ويفرلي. ومن ثم يمكننا استبدال "سكوت"."لـ "مؤلف ويفرلي " وبالتالي إثبات أن جورج الرابع كان يرغب في معرفة ما إذا كان سكوت هو سكوت. ومع ذلك، فإن الاهتمام بقانون الهوية لا يمكن أن يعزى إلى السيد الأول في أوروبا.
في كتابه " رسالة منطقية فلسفية "، كتب لودفيغ فيتغنشتاين أنه "بشكل تقريبي: القول عن شيئين متطابقين هو هراء، والقول عن شيء واحد أنه متطابق مع نفسه هو عدم قول أي شيء". 
في المنطق الرسمي للفلسفة التحليلية، يُكتب قانون الهوية " a = a " أو "لكل x : x = x "، حيث يشير a أو x إلى مصطلح وليس إلى قضية ، وبالتالي فإن قانون الهوية هو لا تستخدم في المنطق المقترح . وهو ما يتم التعبير عنه بعلامة التساوي "=" أي مفهوم الهوية أو المساواة .

#### الفلسفة القارية
ألقى مارتن هايدغر محاضرة في عام 1957 بعنوان "بيان الهوية"، حيث ربط قانون الهوية "A=A" بمقطع بارمينيدس "لأن الشيء نفسه يمكن التفكير فيه ويمكن أن يوجد".وهكذا يفهم هايدجر الهوية بدءًا من علاقة التفكير والوجود، ومن الانتماء معًا للتفكير والوجود.
كتب جيل دولوز أن " الاختلاف والتكرار " يسبق أي مفهوم للهوية.